# Gongyi (köping i Kina, lat 30,27, long 103,83)
Gongyi (kinesiska: 公义镇, 公义) är en köping i Kina. Den ligger i provinsen Sichuan, i den sydvästra delen av landet, omkring 49 kilometer sydväst om provinshuvudstaden Chengdu. Antalet invånare är 19 824. Befolkningen består av 9 787 kvinnor och 10 037 män. Barn under 15 år utgör 12,0 %, vuxna 15-64 år 72 %, och äldre över 65 år 15,0 %.
Genomsnittlig årsnederbörd är 1 367 millimeter. Den regnigaste månaden är juli, med i genomsnitt 383 mm nederbörd, och den torraste är januari, med 12 mm nederbörd.